# Državna cesta D517
D517 je državna cesta u Baranji i Slavoniji u smjeru istok-zapad pa sjever-jug. Vodi od državne ceste D7 (Beli Manastir), preko Petlovca, Baranjskog Petrovog Sela, Belišća i Valpova do Koške odn. državne ceste D2. Dugačka je 43,8 km.
U Belom Manastiru prolazi Ulicom kralja Petra Svačića, dijelom Trga slobode, Ulicom Imre Nagya. Cesta prolazi podvožnjakom ispod željezničke pruge Mađarboja - Beli Manastir - Osijek i nastavlja se Ulicom Bele Bartoka. U Petlovcu prolazi Ulicom Zvonka Brkića, dijelom Ulice Rade Končara i Ulicom Josipa Kraša, a u Baranjskom Petrovom Selu dijelom Kolodvorske (gdje se spaja s D211) i Glavnom ulicom. Sjeveroistočno od Belišća prelazi Dravu Mostom 107. brigade HV, a u Belišću se nastavlja Ulicom kralja Tomislava, Ulicom kardinala Stepinca i malim dijelom u Valpovu Ulicom Matije Gupca kojom se spaja s D34. Valpovačkom obilaznicom dijeli trasu s D34, od koje se odvaja južno od Valpova. Cesta prolazi južno od Marjančaca, a kroz Ivanovce Ulicom Petra Preradovića i Ulicom Ljudevita Gaja, kroz Zelčin Ulicom oslobođenja, kroz Harkanovce Ulicom Matije Gupca. U Koški prolazi Ulicom Josipa Kozarca i završava na Trgu dr. Franje Tuđmana gdje se spaja s državnom cestom D2.
Iako prolazi ravničarskim krajem, cesta ima nekoliko blagih (kod Širina, ispred Petlovca, kod Bolmanskog spomenika) i nekoliko oštrih zavoja (od 90 stupnjeva): na ulazu u Petlovac i na izlazu iz Petlovca, u B. P. Selu i na izlazu iz B. P. Sela. I blaži zavoji nastali su ublažavanjem dvostrukih oštrih zavoja početkom 70-ih godina 20. stoljeća kad je prvi put asfaltirana od Belog Manastira do B. P. Sela. Ti oštri zavoji nastali su kad je cesta građena jer je probijana rubovima tadašnjih njiva. Krajem 2005. i početkom 2006. godine temeljito je rekonstruirana, proširena i opremljena svom potrebnom signalizacijom.
Državna cesta D517 križa se s državnim cestama D7, D211 D34 i D2, županijskim cestama, Ž4293, Ž4034, Ž4041, Ž4040, Ž4033, Ž4050, Ž4051, Ž4059, Ž4052, Ž4060 i Ž4103 i lokalnim cestama L44007, L44030, L44026, L44027, L44029, L44052, L44023 i L44020.